# Sybra strandiella
Sybra strandiella är en skalbaggsart som beskrevs av Stefan von Breuning 1942. Sybra strandiella ingår i släktet Sybra och familjen långhorningar.
Artens utbredningsområde är Filippinerna. Inga underarter finns listade i Catalogue of Life.